# アルノー・ダンジュマ
アルノー・ダンジュマ・フルーネフェルト（Arnaut Danjuma Groeneveld、1997年1月31日 - ）は、ナイジェリア・ラゴス出身のオランダ人サッカー選手。ラ・リーガ・バレンシアCF所属。ポジションはFW。オランダ代表。

## クラブ経歴
5歳のときにオランダに移住し、3度児童養護施設に預けられた経験を持つ。2008年にPSVアイントホーフェンの下部組織に移籍。2015年12月7日にリザーブチームでデビューしたが、トップチームでは出場機会は無かった。
2016年夏、エールディヴィジのNECナイメヘンに移籍。9月10日に前所属クラブであるPSVとの試合でデビューした。2018年7月、ベルギーのクラブ・ブルッヘに移籍。
2019年8月1日、AFCボーンマスに1370万ポンドで移籍した。9月25日のバートン・アルビオンFC戦でデビュー。
2021年8月19日、ビジャレアルCFと5年契約を結んだ。8月29日、アトレティコ・マドリードとのリーグ戦で初ゴールを決めて1-1での引き分けに貢献すると、9月14日にはアタランタBCとの試合でUEFAチャンピオンズリーグ初得点を記録したが、試合は2-2で勝ち点を分け合った。2022年2月19日、グラナダCFとのリーグ戦に臨み、自身キャリア初となるハットトリックの活躍で4-1での大勝に貢献した。この2021-22シーズンは、UEFAチャンピオンズリーグで通算6得点を挙げてクラブのベスト4進出の原動力となった。
2023年1月25日、2022-23シーズン終了までトッテナム・ホットスパーFCへレンタル移籍することが決定した。同年6月15日、期限付き移籍期間満了に伴い、トッテナム退団が発表された。
2023年7月23日、エヴァートンFCへレンタル移籍することが決定した。
2024年8月30日、ジローナFCにレンタル移籍した。
2025年8月10日、バレンシアCFに完全移籍し3年契約を結んだ。

## 代表経歴
2018年10月13日、UEFAネーションズリーグのドイツ代表戦にて、68分にステーフェン・ベルフワインとの途中交代でオランダ代表での初キャップを記録した。
デビュー後3年間は代表と縁が無い期間が続いてが、2021年10月、負傷したコーディ・ガクポの代役としてオランダ代表に復帰した。2022 FIFAワールドカップでは代表候補には選出されていたが、本大会の登録メンバーからは落選した。

## 人物
ダンジュマはナイジェリア出身の母親の名字、フルーネフェルトはオランダ人の父親の名字であり、以前はフルーネフェルトが登録名だったものの、クラブ・ブルッヘに所属する折にスタンダール・リエージュ戦でダンジュマに変更した。

## タイトル
クラブ・ブルッヘ
- ベルギー・スーパーカップ: 2018[19]

個人
- EFLチャンピオンシップ月間最優秀選手: 2021年4月[20]
- AFCボーンマス年間最優秀選手賞: 2020-21[21]
- EFLチャンピオンシップシーズンベストイレブン: 2020-21[22]